# Roëllecourt
Roëllecourt là một xã trong tỉnh Pas-de-Calais, vùng Hauts-de-France, Pháp.

## Địa lý
Roëllecourt lies just outside Saint-Pol, some 19 dặm (31 km) phía tây Arras, tại giao lộ của các tuyến đường D8 và N39.

## Dân số
| 1962                                                              | 1968 | 1975 | 1982 | 1990 | 1999 | 2006 |
| ----------------------------------------------------------------- | ---- | ---- | ---- | ---- | ---- | ---- |
| 323                                                               | 354  | 366  | 462  | 541  | 595  | 512  |
| Số liệu điều tra dân số tính từ năm 1962, dân số chỉ tính một lần |      |      |      |      |      |      |

## Địa điểm nổi bật
- Nhà thờ thế kỷ 16 St.Omer.